# Dremomys rufigenis
Dremomys rufigenis är en däggdjursart som först beskrevs av Blanford 1878. Den ingår i släktet Dremomys och familjen ekorrar.
Artepitet i det vetenskapliga namnet är bildat av de latinska orden rufus (röd) och genys (kind/käke).

## Underarter
Catalogue of Life samt Wilson & Reeder (2005) skiljer mellan 5 underarter:
- Dremomys rufigenis rufigenis (Blanford, 1878)
- Dremomys rufigenis adamsoni Thomas, 1914
- Dremomys rufigenis belfieldi (Bonhote, 1908)
- Dremomys rufigenis fuscus (Bonhote, 1907)
- Dremomys rufigenis ornatus Thomas, 1914

## Beskrivning
Pälsen är gråmelerat gråbrun till olivgrå på ovansidan med en ljus fläck bakom varje öra och röda kinder. Svansens undersida är även den röd, medan buksidan är ljusgrå. Kroppslängden är 17 till 23 cm, exklusive den 13 till 18 cm långa svansen. Vikten varierar mellan 210 och 335 g.

## Utbredning
Denna ekorre förekommer i stora delar av nordöstra Sydasien och södra Kina till det sydostasiatiska fastlandet. I södra Kina finns den i provinsen Yunnan och den sydvästra delen av den autonoma regionen Guangxi. I Indien är den endast påträffad på två lokaler, i delstaterna Arunachal Pradesh respektive Nagaland. I Sydöstasien förekommer den från Myanmar över Thailand, större delen av Laos och Vietnam till Malackahalvön.

## Ekologi
Arten förekommer från låglandet till bergstrakter upp till 1 500 meter över havet. Habitatet utgörs av subtropisk, städsegrön bergsskog och lövskogar, gärna kulturpåverkade sådana. Där lever arten främst i buskartad undervegetation men kan även leta både på marken och i trädkronorna efter föda. Individerna är dagaktiva, och använder håligheter i trädkronorna på ekar, bambu, ädelgranar och tallar som viloplatser.
Födan består bland annat av frukt och insektslarver.

## Status
IUCN kategoriserar arten globalt som livskraftig, och populationen är stabil. Inga generella hot är listade, men i Indien jagas den för sitt kött.